# Saison 2016-2017 de l'AS Nancy-Lorraine
Maillots
Dernière mise à jour : 30 août 2016.
Chronologie
Saison précédente Saison suivante
La saison 2016-2017 de l'Association sportive Nancy-Lorraine voit le club s'engager dans trois compétitions que sont la Ligue 1, la Coupe de France et la Coupe de la Ligue.

## Résumé de la saison
Après 3 saisons de Ligue 2, les retrouvailles avec la Ligue 1 sont difficiles. Malgré le renfort offensif d'Issiar Dia revenu au club, l'équipe n'obtient sa première victoire (2-0) que lors de la 4e journée chez le FC Lorient, mais parvient progressivement à obtenir de bons résultats : en dépit de sévères défaites face aux favoris du championnat (défaites 6-0 à Monaco lors de la 12e journée, et 3-0 à Marseille lors de la 16e journée), l'ASNL signe de précieux succès face à ses concurrents pour le maintien, notamment sur le rival messin lors de la 15e journée (victoire 4-0), et aborde avec confiance la phase retour à la 13e place.
Le club est toutefois contraint d'accepter le départ de son capitaine Clément Lenglet, transféré le 4 janvier 2017 au FC Séville. Par ailleurs, Jacques Rousselot, engagé dans la campagne pour l'élection à la présidence de la Fédération Française de Football qu'il perdra face au sortant Noël Le Graët, envisage de céder le club et annonce dès septembre 2016 être en négociation avec des investisseurs chinois.
L'effectif n'est pas renforcé durant le mercato d'hiver : malgré un bon parcours en Coupe de la Ligue où l'ASNL atteint les demi-finales, éliminée 1-0 par l'AS Monaco, l'équipe est affaiblie en défense et perturbée par l'environnement extra-sportif autour du club. Les Nancéiens enchaînent une série de 4 revers consécutifs, et perdent un match capital (2-3) dans la lutte pour le maintien face au FC Lorient, alors dernier, et qui devancera l'ASNL pour la 18e place de barragiste. Le 20 mai 2017, l'ASNL termine 19e et redescend en Ligue 2, malgré une dernière victoire à domicile 3-1 face à Saint-Étienne. 

## Saison 2016-2017

### Ligue 1

#### Classement
| Rang | Équipe              | Pts | J  | G  | N  | P  | Bp | Bc | Diff | Qualification ou relégation            |
| ---- | ------------------- | --- | -- | -- | -- | -- | -- | -- | ---- | -------------------------------------- |
| 16   | Dijon FCO P         | 37  | 38 | 8  | 13 | 17 | 46 | 58 | −12  |                                        |
| 17   | SM Caen             | 37  | 38 | 10 | 7  | 21 | 36 | 65 | −29  |                                        |
| 18   | FC Lorient          | 36  | 38 | 10 | 6  | 22 | 44 | 70 | −26  | Participation au barrage de relégation |
| 19   | AS Nancy-Lorraine P | 35  | 38 | 9  | 8  | 21 | 29 | 52 | −23  | Relégation en Ligue 2                  |
| 20   | SC Bastia           | 34  | 38 | 8  | 10 | 20 | 29 | 54 | −25  | Rétrogradation en National 3           |